# Elisa Petersen
Pour les articles homonymes, voir Petersen.
Elisabeth Amalie Petersen, née Parelius, généralement connue sous le nom d'Elisa Petersen, (1876-1932) est une femme politique danoise et une militante des droits des femmes. Elle s'implique dans le mouvement des femmes à partir de 1907 et siège au conseil municipal de Næstved à partir de 1909. En tant que membre de la Société des femmes danoises, elle contribue en particulier au bien-être des enfants, devenant plus tard présidente de l'organisation de 1924 à 1931. Représentant le Parti libéral, de 1928 jusqu'à sa mort en 1932, elle est suppléante au Landsting.

## Biographie
Née le 3 janvier 1876 à Aarhus, Elisabeth Amalie Petersen est la fille du chef de gare Hans Ludvig Schjellerup Parelius (1853-1930) et d'Amalie Marie Bendixen (1843-1895). Elle est admise à l'Institut polytechnique en 1899 mais interrompt ses études peu de temps après pour devenir enseignante à l'école de filles de Fru Skjold à Næstved. En avril 1902, elle épouse l'avocat Jacov Oluf Severin Petersen qui, comme elle, s'intéresse à la politique.
Lorsque les femmes sont autorisées pour la première fois à se présenter aux élections municipales, en 1909, elle est élue au conseil municipal de Næstved pour le Parti libéral, jusqu'en 1921. Pendant la Première Guerre mondiale, elle supervise avec succès les mesures d'urgence, notamment la création de cuisines publiques. À la suite de l'extension du droit de vote des femmes au Rigsdag en 1915, elle devient membre à la fois du conseil d'administration du district de Næstved et du conseil central de Zélande et de Bornholm.
Après être devenue membre fondatrice de la branche de Næstved de la Société danoise des femmes en 1907, elle est élue au conseil de direction central de l'organisation en 1909 et devient présidente du district de Zélande en 1916. Elle fait beaucoup pour soutenir les arrangements en faveur des enfants, réussissant en 1910 à faire en sorte que les contributions pour les mères célibataires soient étendues aux veuves avec enfants. En tant que cheffe du département des enfants de la Société des femmes, elle appelle à la création de davantage de crèches et de centres de soins pour enfants.
L'intérêt d'Elisa Petersen pour les enfants l'amène à devenir la première femme au Danemark à être nommée dans un conseil scolaire régional, à savoir celui de Tybjerg Herred, où elle siège de 1921 à 1929. Dans le cadre des élections nationales de 1918, elle encourage les femmes non seulement à voter mais aussi à se porter candidates. Les résultats sont toutefois décevants puisque seulement quatre femmes sont élues au Folketing et cinq au Landsting. Contrairement à sa collègue Gyrithe Lemche, elle ne soutient pas la création de partis composés uniquement de femmes mais appelle à ce que les femmes se joignent aux hommes dans les partis existants. En 1924, elle est élue présidente de la Société des femmes danoises, poste qu'elle conserve jusqu'en 1931. Elle fait preuve de bonnes qualités de leadership, gagnant le respect des membres grâce à ses efforts pour atteindre des objectifs à long terme.
À la mort de son mari en 1928, elle s'installe à Copenhague, où elle sert au Landsting et au Rigsdag. Elle se bat pour plus d'équité entre les sexes et appelle à la mise en œuvre de la loi de 1919 sur l'égalité de rémunération entre les femmes et les hommes dans la fonction publique et de la loi de 1921 sur l'égalité d'accès aux postes et à l'emploi publics. Elle s'efforce également d'obtenir de meilleures conditions pour les mères au foyer, en appelant à la création de cours universitaires en matière d'entretien ménager.
Malgré un cancer, elle occupe son poste au Landsting jusqu'à sa mort. Elle meurt à Copenhague le 7 septembre 1932 et est enterrée à Næstved,.